# Huszenicza Gyula
Huszenicza Gyula (Miskolc, 1951. augusztus 17. – Budapest, 2010. október) magyar állatorvos, egyetemi tanár. Az állatorvostudományok kandidátusa (1987), a Magyar Tudományos Akadémia doktora (2004).

## Életpályája
Gyermekkorát Nyékládházán töltötte. 1965–1969 között a miskolci Kossuth Lajos Gimnáziumban tanult. 1969-ben az OKTV 2. helyezését érte el biológiából. 1969–1974 között az Állatorvostudományi Egyetem hallgatója volt. 1974–1979 között a Hajdú-Bihar Megyei Állategészségügyi Állomás berettyóújfalui állatkórházának munkatársa és kórházvezető állatorvosa volt. 1979–1981 között a Közép-magyarországi Mesterséges Termékenyítő Főállomás kutató-állatorvosa volt.  1981–1986 között az Állatorvostudományi Egyetem illetve a Szent István Egyetem Szülészeti és Szaporodásbiológiai Tanszékének tudományos segédmunkatársa, 1986–1991 között tudományos munkatársa volt. 1991–1994 között a Klinikai Endokrinológiai és Reprodukciós Patológiai Osztály osztályvezető egyetemi docense, 1994-től egyetemi tanára volt. 1993–1996 között, valamint 1999–2002 között a Magyar Tudományos Akadémia Állatorvos-tudományi Bizottsága tagja volt. 1994–1999 között az Állatorvostudományi Egyetem rektorhelyettese volt. 1997–1999 között, valamint 2001–2002 között a Temesvári Mezőgazdasági Egyetem vendégprofesszora volt. 2000–2006 között a Szent István Egyetem Állatorvos-tudományi Kara dékánhelyettese volt. 2001–2003 között a Pármai Egyetem vendégprofesszora volt. 2004-ben az Magyar Tudományos Akadémia doktora lett. 2007-től a Szent István Egyetem Állatorvos-tudományi Doktori Iskola vezetője volt.
Kutatási területe a szülészet, a szaporodásbiológia, klinikai endokrinológia és a tőgyegészségügy volt.

## Családja
Szülei: id. Huszenicza Gyula (?–1969) az Észak-magyarországi Vízügyi Igazgatóság építésztechnikusa és Gyürék Anna voltak. Testvére: Huszenicza András, a balmazújvárosi Vörös Csillag Mgtsz. üzemi állatorvosa. Felesége; 1977-től Kulcsár Margit (1952–) kutató-állatorvos, az Állatorvostudományi Egyetem tudományos munkatársa. Leánya: Huszenicza Zsuzsa (1984–) és Huszenicza Anna (1989–).

## Művei
- Az oltógyomor jobb oldali helyzetváltozása és műtéti megoldása magyartarka szarvasmarhán (H. Kulcsár Margittal; Magyar Állatorvosok Lapja, 1977)
- Az ellés megindítása szarvasmarhán Enzaprost F injekció felhasználásával (H. Kulcsár Margittal; Magyar Állatorvosok Lapja, 1980)
- Szérum-progeszteron meghatározás enzimimmun – EIA – módszerrel (Orvosi Hetilap, 1982. 46.)
- A prosztaglandin F2-alfa vetélést indukáló hatásának vizsgálata macskán (Magyar Állatorvosok Lapja, 1983)
- Gyakorlati tapasztalatok a szarvasmarha ún. zsírmájszindrómájának előrejelzéséről és megelőző gyógykezeléséről (Magyar Állatorvosok Lapja, 1984)
- Adatok a kutyák idült gennyes méhgyulladásának – pyometra – kórélettanához és klinikumához. 1–3. (Magyar Állatorvosok Lapja, 1985)
- Tejhasznú szarvasmarhák petefészek-működése az ellés utáni időszakban (Kandidátusi értekezés; Budapest, 1986)
- A húsmarhatenyésztés szaporodásbiológiai kérdései (Magyar Állatorvosok Lapja, 1986)
- Nagyüzemi holstein-fríz keresztezett szarvasmarhák petefészek-működése az ellés utáni időszakban. 1–5. (Magyar Állatorvosok Lapja, 1986–1988)
- A hazai PGF2-alfa – Enzaprost F inj. alkalmazásával szerzett gyakorlati tapasztalatok a húsmarhatenyésztésben (Magyar Állatorvosok Lapja, 1988)
- Az ivari működés befolyásolásának élettani alapjai és gyakorlati lehetőségei kancán. 1–2. (Magyar Állatorvosok Lapja, 1989)
- A szarvasmarha vemhesülésének zavarai (Magyar Állatorvosok Lapja, 1991)
- Antibiotikumot nem tartalmazó, új tőgyinfúzió hatékonysági és ártalmatlansági vizsgálatának tapasztalatai. 1–3. (Magyar Állatorvosok Lapja, 1993)
- Gondolatok a kutya endokrin eredetű, szimmetrikus szőrhullásának megítéléséhez (Magyar Állatorvosok Lapja, 1994)
- A mesterséges termékenyítés eredményességét befolyásoló ovarialis zavarok tej típusú szarvasmarhán (Magyar Állatorvosok Lapja, 1995)
- A kutya mellékvesekéreg-túlműködése. Canine Cushing’s Syndrome. A takarmányozás és a szaporodás összefüggései. Irodalmi áttekintés (Fekete Sándor Györggyel; Magyar Állatorvosok Lapja, 1996)
- A mellékvesekéreg működésének néhány diagnosztikai és kórtani vonatkozása szarvasmarhán (Magyar Állatorvosok Lapja, 1997)
- Egyes, endotoxin mediálta betegségek endokrinológiai és szaporodásbiológiai következményei gazdasági haszonállatokban. Irodalmi áttekintés. (Magyar Állatorvosok Lapja, 1998)
- A szarvasmarha Prototheca zopfii alga okozta tőgygyulladása (Magyar Állatorvosok Lapja, 1999)
- A különböző mikrobák okozta tőgygyulladások (Albert Mihállyal; Tőgyegészség és tejminőség. Szerkesztette: Merényi Imre, Simon Ferenc, Szita Géza; Budapest, 2000)
- Staphylococcus aureus tőgygyulladásban szenvedő tejelő tehenek spiramicinnel végzett szárazraállítási terápiája. (Magyar Állatorvosok Lapja, 2001)
- A szarvasmarha tőgygyulladásra hajlamosító anyagcsere-rendellenességei és hiányállapota (Magyar Állatorvosok Lapja, 2002)
- A nagy tejtermelésű tehén takarmányozásának, tejtermelésének és szaporodó képességének kapcsolata. 1–4. (Magyar Állatorvosok Lapja, 2002–2003)
- Szaporodásbiológia. A nem vemhes kanca szaporodásbiológiája. (Lóbetegségek. Egyetemi és főiskolai tankönyv; Budapest, 2003)
- Az ellés utáni időszak élettani jellemzői és kórtani vonatkozásai kancákban (Nagy Péterrel, Juhász Judittal; Magyar Állatorvosok Lapja, 2003)
- Adatok a petefészek-működés ellés utáni időszakban előforduló egyes zavarainak kórtanához és klinikumához kérődzőkben és lóban (Doktori értekezés; Budapest, 2003)
- A kanca petefészek-működése az ellés utáni időszakban (Állattenyésztés és Takarmányozás, 2004)
- Rendellenes agancsfejlődés előzetesen ivartalanított őzbakon (Magyar Állatorvosok Lapja, 2004)
- A szállítás és a pihentetés körülményeinek hatása a hízósertések egyes élettani és húsminőségi jellemzőire (Magyar Állatorvosok Lapja, 2005)
- Az involúció bakteriális eredetű szövődményei a szarvasmarhában. 1–2. (Magyar Állatorvosok Lapja, 2006–2007)
- A védett zsírokkal történő takarmánykiegészítés hatása a kérődzők szaporodásbiológiai jellemzőire. 1–2. (Magyar Állatorvosok Lapja, 2007)
- Cefalosporinok alkalmazása puerperalis metritises és endometritises tejelő tehenek gyógykezelésére (Magyar Állatorvosok Lapja, 2009)
- Az apoptikus sejtek arányának csökkenése hyperketonaemiás tehenek endometriumában az involúció korai időszakában (Magyar Állatorvosok Lapja, 2010)
- A puerperalis metritis kialakulását befolyásoló egyes tényezők vizsgálata tejelő teheneken (Magyar Állatorvosok Lapja, 2012)

## Díjai
- Népköztársasági Ösztöndíj (1971-1974)
- Széchenyi professzor ösztöndíj (1997-2000)
- Hetzel-emlékérem (2005)
- Szent-Györgyi Albert-díj (2007)
- Nádaskay-Hagenlocher-emlékérem (2008)